# Eleonora d'Este
Maria Francesca od Ducha svatého (světským jménem: Eleonora d'Este; 2. ledna 1643, Modena – 24. února 1722, tamtéž) byla italská princezna a řeholnice Řádu bosých karmelitánů.

## Život
Narodila se 2. ledna 1643 v Modeně jako dcera prince Františka I. d'Este, který se stal po svém otci vévodou Modeny a Marie Kateřiny Farnese. Byla sestřenicí Kateřiny Farnese, která se jako ona stala bosou karmelitánkou. Pokřtěna byla ve dvorské kapli v den narození. Jejím kmotrem byl její strýc kardinál Rinaldo d'Este.
Byla vychována v pevné víře. Chovala velkou lásku k Ježíši a Marii. Pomáhala bližním a vysloužila si oslovení „matka chudých“.
Měla se stát manželkou anglického krále, kterého však odmítla. Dne 3. května 1674 vstoupila do kláštera bosých karmelitek. Zde přijala řeholní jméno Maria Francesca od Ducha svatého. Jako řeholnice vynikala svou pokorou a poslušností. Pro své ctnosti byla několikrát zvolena převorkou. Byla popisována jako žena s neobyčejnou inteligencí, houževnatou vůlí, širokými názory a mateřským srdcem.
Zemřela 24. února 1722 v Modeně.

## Proces svatořečení
Její proces svatořečení byla zahájen roku 1724 v diecézi Modena (dnes arcidiecéze) a uzavřen  roku 1729. Dne 21. října 1988 byl proces znovu zahájen.